# قائم‌مقام

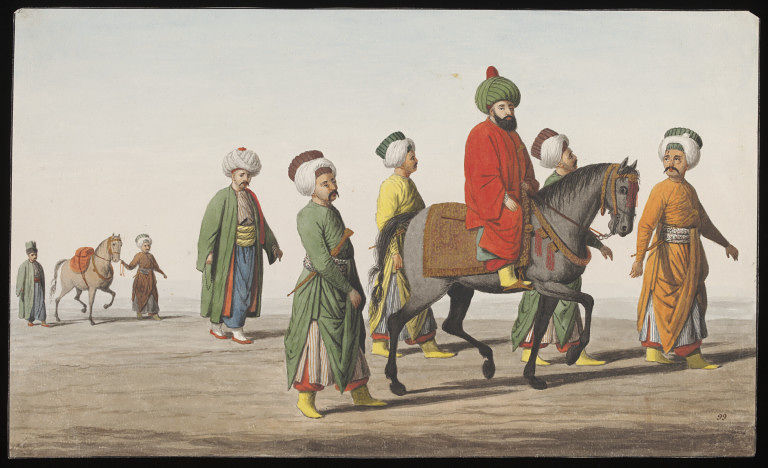
فرماندار (کایماکم) استانبول سوار بر اسب همراه با خادمانش

قائم‌مقام امروزه به معنی پست دوم یک نهاد یا سازمان دارای اختیارات جانشینی رئیس سازمان است. بنابراین، این صفت به‌معنی جانشین، نایب وموزمناب، نایب رئیس، معاون، معاون اول و … نزدیک می‌باشد.
قائم‌مقام لقبی قاجاری است. لقب قائم‌مقام در سال ۱۲۱۳ زمانی که عباس میرزا به حکومت آذربایجان منصوب شد به وجود آمد و به میرزا عیسی فراهانی اعطا شد که وزیر و نایب ولیعهد در تبریز بود. در دوران قاجار این لقب به وزرای حکمرانان ایالت آذربایجان داده می‌شد.
- افراد با لقب قائم‌مقام:
  - میرزا عیسی فراهانی
  - قائم‌مقام فراهانی
  - میرزا صادق نوری
  - میرزا علی قائم‌مقام
  - میرزا عبدالرحیم طباطبائی تبریزی
  - مهدی‌خان غفاری کاشانی
  - یوسف عدل
  - حجت الاسلام عبدالرحیم شهسواری (رئیس قائم مقام بهزیستی کل کشور)